# Bel Ami (1968)
Bel Ami ist ein zweiteiliger, gesellschaftskritischer deutscher Fernsehfilm aus dem Jahre 1968 von Helmut Käutner mit Helmut Griem in der Titelrolle. Die weiblichen Hauptrollen spielen Violetta Ferrari und Erika Pluhar. Die Geschichte basiert auf dem gleichnamigen Roman (1885) von Guy de Maupassant.

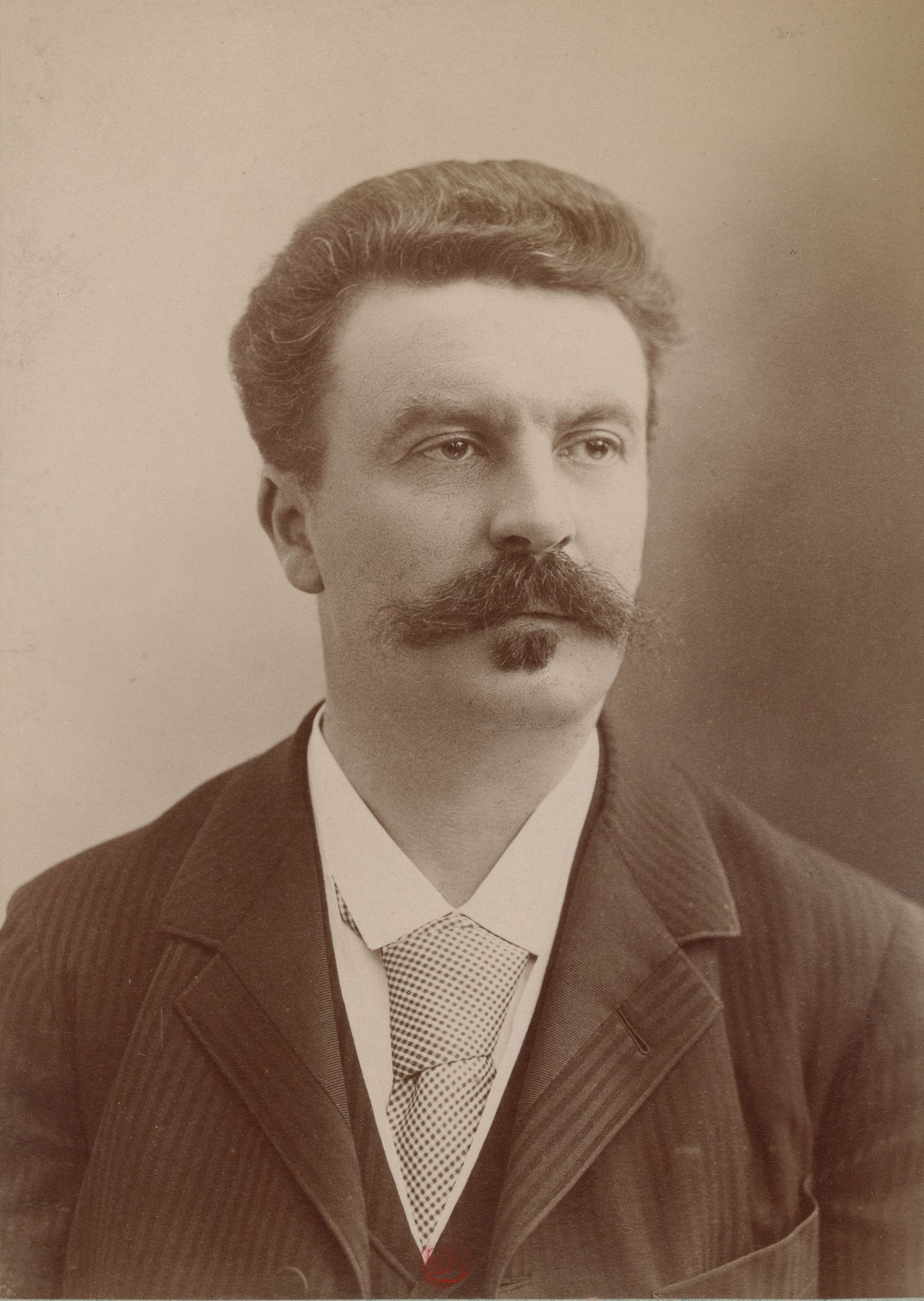
Autor der Romanvorlage: Guy de Maupassant (um 1888)

## Handlung
Paris im ausgehenden 19. Jahrhundert. Im Zentrum der Handlung steht der Parvenu und Schönling George Duroy. Er ist attraktiv aber ungebildet, intelligent aber unbekümmert, geltungssüchtig aber charmant. Ein überaus ehrgeiziger Charmeur, dem die Frauen gern nachschauen und dem es nur allzu leicht fällt, die Herzen der Damenwelt zu brechen. Duroy strebt es nach ganz oben, in die so genannten gesellschaftlich „besseren Kreise“ der französischen Kapitale. Der mittellose Beau hat soeben seinen Dienst beim Militär quittiert und weiß nicht, was er nun (beruflich) machen soll. Er begegnet seinem ehemaligen Kameraden Charles Forestier, der inzwischen eine Anstellung bei einer Zeitung gefunden hat. Forestier versucht Duroy bei eben diesem Blatt unterzubringen, doch mangelt es Georges an Talent, intellektuellem Verstand und dem letzten Schliff für die Tätigkeit eines Reporters oder gar Artikelschreibers. Charles’ kluge und weltgewandte Gattin Madeleine Forestier, die Duroys Charme nicht abgeneigt ist und seine Möglichkeiten für die Zukunft erkennt, unterstützt den Novizen mit ihren Formulierungskünsten, zumal sie schon ihrem Mann bei so manchem Artikel unter die Arme gegriffen hat.
Mit Hilfe von Forestier gelingt Duroy der Eintritt in die Pariser Gesellschaft, und der Parvenu macht dank seines Charmes und einer nicht abzustreitenden Eleganz, die manch hochgestellte Damen entzücken, Karriere. Mit Madeleines Freundin Clothilde de Marelle hat er sich eine Dauergeliebte zugelegt. Unter dem Spitznamen „Bel Ami“ wird er rasch zum Begriff seiner neuen „Freunde“. Als Charles stirbt, heiratet Georges seine Förderin Madeleine, da er sich dadurch weitere Vorteile auf seinem Lebensweg verspricht. Beide verbindet nicht nur eine erotische Leidenschaft, sondern, mehr noch, der Wunsch nach immer größere Anerkennung, die sie durch die gemeinsame Erstellung geist- wie einflussreicher Artikeln zu erlangen erhoffen. Da Duroy kein Kind von Traurigkeit ist und es mit der (ehelichen) Treue gegenüber der/den Frau(en) an seiner Seite noch nie allzu genau genommen hat, betrügt er Madeleine fortan und versucht, sie in eine Situation zu manövrieren, in der er ihr Ehebruch vorwerfen kann. Dies gelingt ihm auch, als er Madeleine mit Frankreichs Außenminister in einer höchst verfänglichen Situation überrascht. Der Minister ist erledigt und muss seinen Hut nehmen. Der Skandal ist perfekt.
Mit einem ebenso frechen wie gewagten Artikel hat sich Duroy zwischenzeitlich nicht nur als Autor bewiesen und durchgesetzt, sondern sich zugleich ein Duell eingehandelt, was wiederum seinem Zeitungsverleger Walter imponiert. Virginie Walter, die pikanterweise die Gattin seines Chefs ist, ist Bel Amis neue Eroberung geworden. Ihr Gatte, der Zeitungsmagnat, ist einst durch Spekulation mit Ländereien zu beträchtlichem Reichtum gekommen. Doch bald lässt Bel Ami auch Madame hinter sich, da ihn die Tochter des Hauses, die blutjunge Susanne Walter, viel mehr interessiert. Um sich diese prächtige Partie zu sichern, „entführt“ Duroy das unschuldige, junge Mädchen kurzerhand und zwingt damit den widerstrebenden Walter dazu, sein Einverständnis zu einer Hochzeit Duroys mit Susanne zu geben. Madame Walter verkraftet den Verlust ihres heimlichen Geliebten nicht und fällt daraufhin in religiösen Wahn. Duroy aber ist nun mit seiner finalen Eroberung endlich der Aufstieg nach „ganz oben“ gelungen.

## Produktionsnotizen
Bel Ami entstand zwischen dem 1. Juni und dem 18. August 1967 als Studio-Auftragsproduktion des Süddeutschen Rundfunks und wurde am 19. März (erster Teil) respektive am 21. März (zweiter Teil) 1968 im Abendprogramm der ARD ausgestrahlt. Der Film war der erste Erfolg Griems als Fernsehschauspieler und wurde auch von der Kritik (siehe unten) wohlwollend besprochen.
Karl-Heinz Tischendorf übernahm die Produktionsleitung. Reinhard Müller-Freienfeld war verantwortlicher Redakteur. Jürgen Schmidt-Öhm schuf das Szenenbild, Theodor „Teddy“ Rossi-Turai die Kostüme. Regisseur Käutner fungierte auch als Sprecher aus dem Off.
Die 20-jährige Eleonore Weisgerber gab hier ihr Debüt vor der Kamera.

## Rezeption
Egon Netenjakob fand sehr lobende Worte für Käutners Arbeit: “Herausragend war K.s Bearbeitung und Inszenierung der Erzählung von Maupassants Bel Ami (1968) mit einem distanzierten Porträt der Titelfigur, einen rücksichtslosen Aufsteiger in die – mit feinem Humor dargestellte – bessere Pariser Gesellschaft um 1880.”
Die Programmzeitschrift Funk Uhr kritisierte, dass man den Film, bei dem sich eine Farbfilmfotografie geradezu angeboten hätte, (aus Kostengründen) in Schwarzweiß produziert hatte und meinte anlässlich der Erstausstrahlung 1968 weiters: “Regisseur Helmut Käutner war verliebt, zu verliebt in jedes Detail, so dass Längen unvermeidlich blieben. Die dicken Pluspunkte kommen von der exzellenten Besetzung. Erika Pluhar dürfte mit der Rolle der Madeleine in die TV-Elite vorgestoßen sein. Klar und durchscheinend wie ein Bergsee, dessen Tiefe man nur ahnen kann. Die Qual des Fegefeuers durchlebte Dagmar Altrichter als Virginie – welch ein Mut, eine solche Figur bis zur Selbstzerfleischung nachzuempfinden. Echt Pariser Charme: Violetta Ferrari. Helmut Griem gelang es nicht ganz, den typischen Franzosen … glaubhaft zu machen. Ein roh behauener Fels, dem letztlich doch der Glanz fehlte, um die Damen der Pariser Salons reihenweise aufs Kreuz zu legen.”
Auf film.at ist zu lesen: “Helmut Käutners Fernsehfassung aus dem Jahre 1968 gilt als seine interessanteste Arbeit für dieses Medium. Die Kritiken lobten seinen großen Respekt vor der literarischen Vorlage: Nicht der Emporkömmling Duroy ist der zu Entlarvende, sondern das ganze, auf Äußerlichkeiten bedachte gesellschaftliche System, das ihn entstehen lässt und fördert. (gk) »Wo ihm gute Schauspieler zu Hilfe kommen, gelingen dichte Szenen. Vor allem Erika Pluhar mit skeptischem Lächeln, grazil selbstbewußten Gesten, spielt meisterhaft diese hintergründige femme de lettres Madeleine, die alle Vorgänge mit souveräner Distanz beobachtet und doch mit ihrem Charme alle unwiderstehlich anzieht.« (Funk-Korrespondent, Nr. 13, 1968)”.